# Pellettatrice
La pellettatrice, anche nota come pellettizzatrice, è la macchina destinata alla produzione di pellet, cilindretti di materiali diversi (legno, cereali, plastica e altri prodotti o miscele di esse) ottenuti per compressione del materiale e trafilatura dello stesso. Nella compressione del prodotto la temperatura del prodotto aumenta, il prodotto è costretto ad attraversare dei fori conici di una trafila: questi comprimono il materiale dando a esso compattezza, mentre alcune sostanze nel prodotto con la temperatura e pressione si trasformano e fanno da collante. In uscita dai fori della trafila il prodotto assomiglia a dei grossi spaghetti che sono subito tagliati alla misura desiderata; si ottengono in questo modo dei cilindretti.
Nel campo mangimistico il pellet ha il suo vantaggio principale nel far diventare una miscela di farine in un prodotto granulare, con minore peso specifico apparente, meno polvere e maggiore appetibilità del prodotto. Nella produzione dei pellet di legno il vantaggio è sulla riduzione di volume e nella possibilità di automatizzare un processo di alimentazione stufa. Nel realizzare pellet di plastica o granuli di plastica il vantaggio è possedere un materiale granulare facilmente utilizzabile e dosabile, destinato alla produzione di prodotti stampati.